# Loretta di Lelio
 Loretta di Lelio, geboren als Anna Laura di Lelio, ehelich Loretta Corelli und Loretta di Lelio-Corelli (* 27. Juli 1918 in Montecatini Terme, Toskana; † 10. Januar 2013 in Mailand) war eine italienische Opernsängerin (lyrischer Sopran) und Gesangspädagogin. Ihr Repertoire umfasste insbesondere die italienischen und französischen Opern des 19. und 20. Jahrhunderts.

## Leben und Wirken
Loretta di Lelio wurde von ihrem Vater, dem italienischen Opernsänger Umberto di Lelio sängerisch und gesangspädagogisch nach der traditionellen Belcantoschule von Antonio Cotogni ausgebildet. Ihr Vater war Teil eines nationalen und internationalen Künstlerkreises, in den seine Tochter einbezogen wurde.
Nach ihrer Gesangsausbildung debütierte sie 1941 am Teatro dell’Opera di Roma, wo sie als soprano lyrico besetzt wurde und gelegentlich auch kleine Mezzosopran-Partien in den Opern La traviata, Il trovatore und Un ballo in maschera übernahm. Weitere Partien sang sie zwischen 1951 und 1959 in den Opern Carmen, Adriana Lecouvreur, Boris Godunow,Giulietta e Romeo von Riccardo Zandonai, Aida, Enea von Pierpaolo Guerini, Don Carlo, Iphigénie en Aulide, Simon Boccanegra und Andrea Chénier.Ende der 1940er Jahre wurde sie durch Engagements in damals aufkommenden Opernfilmen bekannt, darunter in den Verfilmungen der Donizetti-Opern Der Liebestrank als Giannetta und als Alisa in Lucia di Lammermoor.
Di Lelio arbeitete dabei mit Dirigenten wie Nello Santi, Oliviero De Fabritiis, Antonino Votto, Arturo Basile, Vittorio Gui, Gabriele Santini und mit Sängern wie unter anderem Maria Caniglia, Giulietta Stella, Leyla Gencer, Fedora Barbieri, Elena Nicolai, Maria Curtis-Verney, Tito Gobbi, Ettore Bastianini, Boris Christoff sowie Franco Corelli. Sie trat an bekannten Opernhäusern in Rom, Bilbao, Oviedo, Enghien-les-Bains, Genf und Lissabon auf.
Bei einem Engagement als Mademoiselle Juvenot in der Opernproduktion Adriana Lecouvreur lernte sie 1952 während der Proben an der Oper Rom den jungen Tenor Franco Corelli kennen, den sie später heiratete. Ende der 1950er Jahre beendete di Lelio ihre eigene Gesangskarriere, um die internationale Laufbahn ihres Mannes als Managerin, Stimmtrainerin und wichtigste Beraterin zu begleiten. Mit ihm übersiedelte sie Anfang der 1960er Jahre nach New York, wo Corelli bis 1975 an der Metropolitan Opera engagiert war. Später lebte sie gemeinsam mit ihrem Mann in Mailand, wo sie zehn Jahre nach dessen Tod im Jahr 2013 in Folge einer Bronchitis verstarb.

## Diskografie
- Francesco Ciléa: Adriana Lecouvreur. Carla Gavazzi, Giazinto Prandelli, Miti Truccato-Pace, Plinio Clabassi, Loretta di Lelio (als Mademoisella Juvenot) u. a., Chor und Orchester der RAI, Dirigent: Alfredo Simonetto; aufgenommen 1950 in Mailand (als CD erhältlich)
- Gaetano Donizetti: La favorita – Opernaufnahme Radiotelevisione RAI Torino (Audio-CD)
- Umberto Giordano: Andrea Chénier Vol. I u. II – Opernaufnahme 1958, Orchestra di teatro San Carlo di Roma, Leitung: Franco Capuana (Audio-CD)
- Gaetano Donizetti: L’elisir d’amore. – Margherita Carosio, Nicola Monti, Tito Gobbi, Melchiorre Luise, Loretta di Lelio (als Gianetta) u. a.; Chor und Orchester der Oper Rom, Dirigent: Gabriele Santini, 1947 (als CD erhältlich)
- Jules Massenet: Werther, Turin, 21. Januar 1957. Orchestra Sinfonica di Torino della RAI (It. Rundfunk Rom), Leitung Arturo Basile „dividerci dobbiam“, Audio-CD

## Filmografie
- 1946: Lucia di Lammermoor[6]
- 1947: L’elisir d’amore[7]
- 1954: La Traviata[8]